# Барсаново (Псковська область)
Барсаново (рос. Барсаново) — присілок в Опочецькому районі Псковської області Російської Федерації.
Населення становить 147 осіб. Входить до складу муніципального утворення Варигинська волость.

## Історія
Від 2015 року входить до складу муніципального утворення Варигинська волость.

## Населення
| 2001 | 2002 | 2010 | 2013 | 2014 | 2015 | 2016 |
| ---- | ---- | ---- | ---- | ---- | ---- | ---- |
| 167  | ↘155 | ↘144 | ↗163 | ↘152 | ↘150 | ↘147 |